# Xiufeng
Xiufeng (chinesisch 秀峰区, Pinyin Xiùfēng Qū; Zhuang Siufungh Gih) ist ein chinesischer Stadtbezirk in dem Autonomen Gebiet Guangxi der Zhuang. Er gehört zum Verwaltungsgebiet der bezirksfreien Stadt Guilin. Xiufeng hat eine Fläche von 43,42 km² und zählt 166.300 Einwohner (Stand: 2018).

## Administrative Gliederung
Auf Gemeindeebene setzt sich der Stadtbezirk aus drei Straßenvierteln zusammen. 